# 天驕航空
天驕航空（中国語：天骄航空、英語：Genghis Khan Airlines）は、中華人民共和国内モンゴル自治区に本拠地を置く航空会社。2017年創立され、2021年現在は拠点空港をフフホト白塔国際空港に置いている。英文名からジンギスカン航空とも呼ばれる。

## 概要
2017年1月に内モンゴル自治区人民政府の資金援助を受けて、内モンゴル交通投資（集団）有限責任公司が設立した。中国民用航空局の承認を経て、フフホト白塔国際空港を主な運営基地とし、資本金30億元にて地域航空旅客及び貨物運輸業を行っている。

## 就航都市
2019年7月現在、天驕航空は下記の都市に就航している。
| 国   | 都市       | 空港                 | 備考 |
| ---- | ---------- | -------------------- | ---- |
| 中国 | フフホト   | フフホト白塔国際空港 | —    |
| 中国 | ウランホト | ウランホト空港       | —    |
| 中国 | シリンホト | シリンホト空港       | —    |

## 保有機材
- COMAC C909 4機

2025年4月現在